# Real Club Deportivo Oviedo
El Real Club Deportivo Oviedo, anomenat Club Deportivo Oviedo fins 1925, o Sportiva Ovetense, fou un antic club de futbol asturià de la ciutat d'Oviedo.
Fou fundat el 1919 i desaparegué el 1926, quan es fusionà amb el Real Stadium Club Ovetense per donar vida el Reial Oviedo. Era el club de la classe alta de la ciutat, mentre l'Stadium era de les classes populars. Vestia samarreta blava i blanca. Fou jugador del club José Luis Zabala Arrondo.